# Navašino
Navašino (in russo Навашино?) è una città della Russia europea centro-orientale, nell'oblast' di Nižnij Novgorod, centro amministrativo dell'omonimo circondario urbano. Era fino al 2015 capoluogo del rajon Navašinskij.
Sorge sul fiume Oka, e dista circa 150 km da Nižnij Novgorod. Fondata nel luogo dove sorgeva il villaggio di Lipnia, ha ricevuto lo status di città nel 1957.